# Aerogel

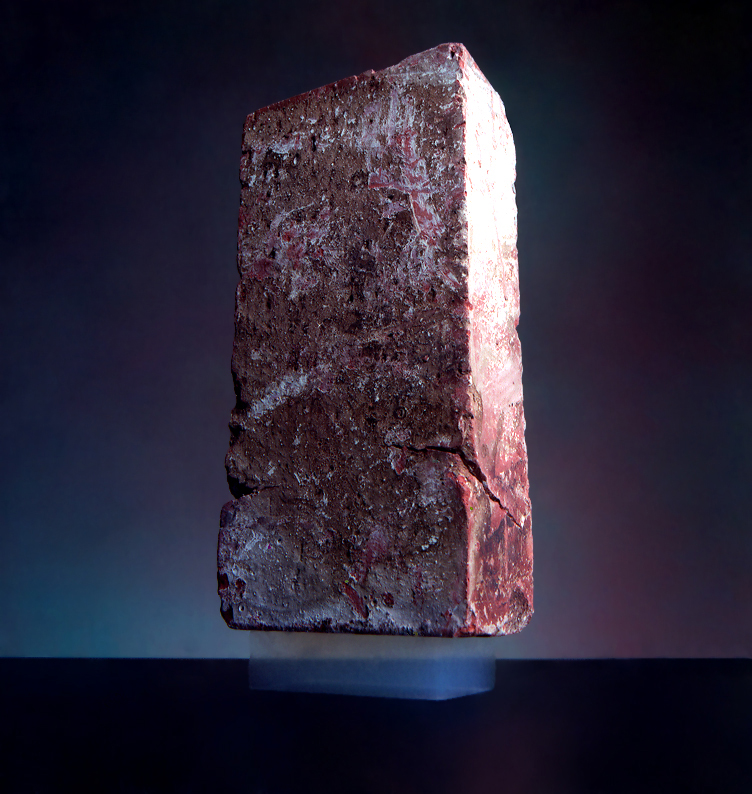
En bit Aerogel som endast väger 2,4 gram håller uppe en 2,5 kilogram tung sten.

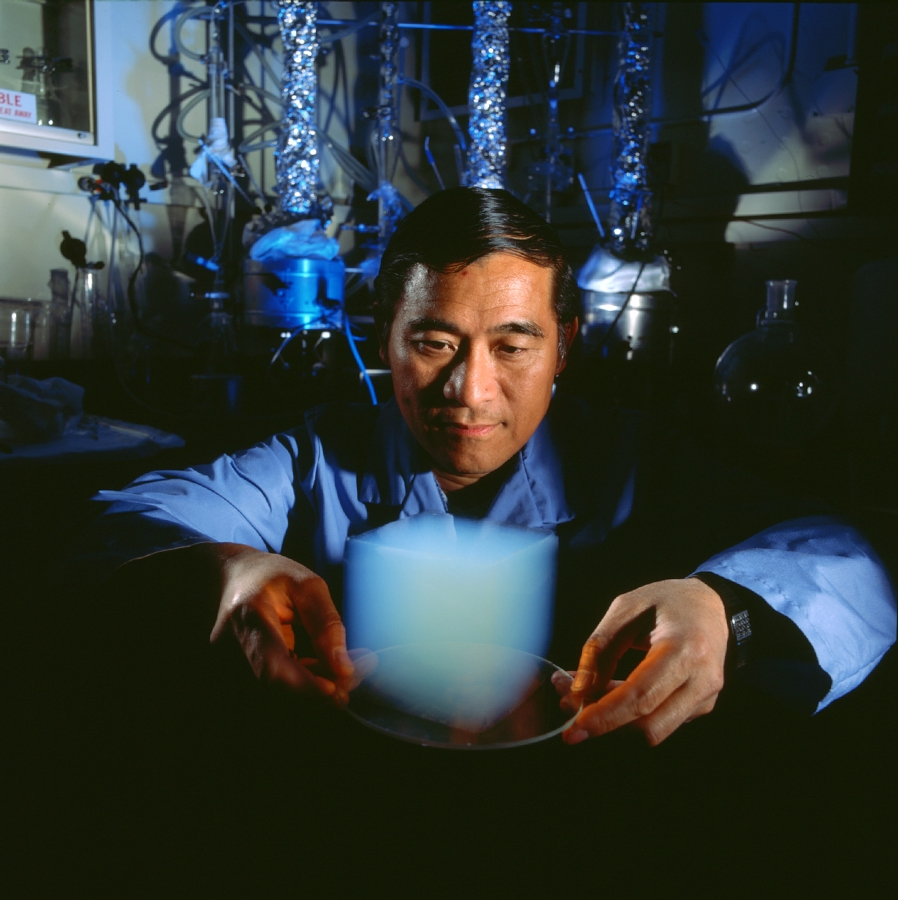
Peter Tsou, som forskar vid JPL i Kalifornien om användningen av aerogel inom rymdfarten.

Aerogel är material med mycket låg densitet och hög porositet. Bara mellan en och femton procent av volymen består av ett fast material medan resten är fylld av den omgivande gasen eller är vakuum. Aerogeler kan tillverkas genom sol-gel-metoden. Vanligast är aerogeler som består av silikatmaterial, men även plastpolymerer, kol eller metalloxider kan användas som utgångsmaterial.
Aerogeler är bland de lättaste fasta material som finns, men har ändå vissa goda mekaniska egenskaper. De kan bära stora trycklaster men är i allmänhet samtidigt mycket sköra. De brukar vara svagt rökliknande genomskinliga. Porerna är typiskt några tiotals nanometer stora.
Utgångsmaterialet är en sol som polymeriseras till en gel, varefter lösningsmedlet avdunstas. Genom att låta avdunstningen ske ovanför vätskans kritiska tryck och temperatur undviks en specifik gränsyta mellan vätska och gas och därmed de kapillärkrafter som vid normal sol-gel-processering orsakar krympning. Denna process upptäcktes redan 1931 av Steven Kistler.
Användningsområden för Aerogel tros bli gasfiltrering av växthusgaser, t.ex. koldioxid, när Aerogelen blivit mättad med gasen den filtrerat kan man återanvända den som byggnadsmaterial tack vare dess goda isolerande egenskaper.
Det finns idag kommersiella material isolerade med Aerogel för bland annat byggapplikationer med låg värmeledningsförmåga och lambdavärde på 0,014 W/mK.
Det finns flera smeknamn på materialet med de ovanliga egenskaperna. Frusen rök och blå rök är ett par av dessa.